# Wimbledonmästerskapen 2017
Wimbledonmästerskapen 2017  var den 131:a upplagan av Wimbledonmästerskapen och den tredje Grand Slam-turneringen under året. Den ägde rum i All England Lawn Tennis and Croquet Club, och pågick från 3 till 16 juli. Mästerskapen bestod av tävlingar för herrar, damer, flickor, pojkar samt rullstolstennis.

## Seniorer

### Herrsingel
I herrarnas singelturneringen var Andy Murray toppseedad följt av Novak Đoković och Roger Federer. I finalen vann Roger Federer mot Marin Čilić med 3-0 i set.

### Damsingel
I damernas singelturneringen var Angelique Kerber toppseedad följt av Simona Halep och Karolína Plíšková. I finalen vann Garbiñe Muguruza mot Venus Williams med 2-0 i set.

### Herrdubbel
I herrarnas dubbelturnering var Henri Kontinen och John Peers toppseedade. I finalen vann Łukasz Kubot och Marcelo Melo mot Oliver Marach och Mate Pavić med 3-2 i set.

### Damdubbel
I damernas dubbelturnering var Bethanie Mattek-Sands och Lucie Šafářová toppseedade. I finalen vann Jekaterina Makarova och Jelena Vesnina mot Chan Hao-ching och Monica Niculescu med 2-0 i set.

## Juniorer

### Pojksingel
Segrare:  Alejandro Davidovich Fokina

### Flicksingel
Segrare:  Claire Liu

### Pojkdubbel
Segrare:  Axel Geller /  Hsu Yu-hsiou

### Flickdubbel
Segrare:  Olga Danilović /  Kaja Juvan

## Rullstolsburna

### Herrsingel
Segrare:  Stefan Olsson

### Damsingel
Segrare:  Diede de Groot

### Herrdubbel
Segrare:  Alfie Hewett /  Gordon Reid

### Damdubbel
Segrare:  Yui Kamiji /  Jordanne Whiley